# White Rabbit (golosina)
White Rabbit Creamy Candy (en chino: 大白兔奶糖; pinyin: Dàbáitù Nǎitáng; en español: Caramelo cremoso White Rabbit) es una marca de caramelo masticable hecho a base de leche fabricados por Shanghai Guan Sheng Yuan Food, Ltd., en la República Popular de China. 

## Descripción
White Rabbit Creamy Candy es un caramelo blanco, con una textura suave y masticable, y se forma en cilindros aproximadamente 3 cm de largo y 1 cm de diámetro, similar al tofi o al sugus. 
Cada dulce se envuelve en un envoltorio de papel encerado impreso, pero dentro de este, los dulces pegajosos se envuelven nuevamente en un envoltorio comestible delgado hecho de arroz glutinoso. La capa de envoltura de arroz se debe comer junto con el resto del caramelo y se puede encontrar en la lista de ingredientes en el Reino Unido como "Papel comestible de arroz glutinoso (almidón comestible, agua, monoestearato de glicerina)" junto con maltosa líquida, blanca azúcar granulada, leche entera en polvo, mantequilla, aditivos alimentarios ( gelatina, vainillina ), almidón de maíz, jarabe, azúcar de caña y leche. Cada dulce contiene 20 calorías. 
Los dulces de White Rabbit se anunciaron con el eslogan "Siete caramelos White Rabbit equivalen a una taza de leche" y se posicionaron como un producto nutricional además de ser un dulce. Los caramelos, por lo tanto, acompañaron el crecimiento de una generación. Se informó que los antiguos estudiantes de la era de Deng Xiaoping en China (1978 a principios de la década de 1990) tomaron este eslogan literalmente e hicieron 'leche caliente' en los anillos de cocción de los dormitorios al disolver los dulces en un wok con agua caliente. 
Además del sabor original de vainilla, se han agregado nuevos sabores como chocolate, café, toffee, maní, maíz, coco, lichi, fresa, mango, frijol rojo, yogur, matcha y fruta. El sabor a mantequilla de ciruela, característico de China, también se encontraba entre los nuevos sabores añadidos a lo largo de los años. 
En Perú se suelen consumir en los restaurantes de comida chifa del país.

## Historia
White Rabbit Creamy Candy se originó en la ABC Candy Factory de Shanghái en 1943, cuando un comerciante de ABC probó una golosina de leche de Inglaterra y pensó que el sabor del dulce no era malo. Después de medio año de desarrollo, desarrolló la marca de dulces en una factoría propia. 
Los primeros dulces de ABC se empacaron usando un dibujo rojo de Mickey Mouse en la etiqueta, y se llamaron ABC Mickey Mouse Sweets. Como sus precios eran más bajos que los productos importados, se hicieron muy populares entre la gente. 
En la década de 1950, ABC se convirtió en propiedad estatal durante la revolución. Mickey Mouse fue visto como un símbolo para adorar a los países extranjeros, por lo que el empaque fue rediseñado para presentar un conejo blanco dibujado de forma natural y una paleta de pintura del artista con letras a mano en chino e inglés en un esquema de color rojo, azul y negro contra un fondo blanco. El resultado fue una marca con un diseño distintivo que se hizo instantáneamente reconocible en todo el mundo. El empaque y el logotipo de la marca han evolucionado con los años: cuando los dulces se comercializaron por primera vez, el conejo blanco en el empaque exterior estaba acostado; sin embargo, esto se cambió a una imagen del conejo saltando. Actualmente, el animal de marca registrada en el embalaje exterior ha recibido enormes ojos neoténicos, orientados hacia adelante, al estilo de Disney o anime japonés, mientras que la envoltura interna conserva su aspecto clásico art deco y su conejo naturalista. 
Inicialmente, la producción de los dulces se limitó a 800 kg por día, y se produjeron manualmente. En 1959, estos dulces se regalaron para el décimo Día Nacional de China. En 1972, el primer ministro Zhou Enlai usó caramelos White Rabbit como un regalo para el presidente estadounidense Richard Nixon cuando visitó China. Hoy en día, los caramelos White Rabbit son la principal marca de dulces de China. 
Aunque la marca White Rabbit ya tenía algo de historia, su popularidad en todo el mundo ha crecido con la economía de China. Las demandas de las ciudades y las aldeas agrícolas están aumentando, especialmente durante el período del Año Nuevo chino, cuando muchas familias regalan estos dulces, entre otros, a los visitantes. En 2004, las ventas de caramelos White Rabbit alcanzaron los 600 millones de yuanes, y las ventas aumentaron rápidamente en un porcentaje de dos dígitos al año. Los dulces ahora se exportan a más de cuarenta países y territorios, incluidos Estados Unidos, Europa y Singapur. El 2 de diciembre de 2017, Wong's Ice Cream de Toronto, Canadá, presentó el primer sabor de helado hecho con White Rabbit. 
La marca White Rabbit fue transferida a Guan Sheng Yuan (Group) Co., Ltd. en noviembre de 1997. El distribuidor estadounidense de los dulces es Queensway Foods, en San Francisco, California.

## Retiros de productos

### Contaminación por formaldehído
En julio de 2007, la Oficina de Drogas y Alimentos de Filipinas (BFAD) dijo que cuatro alimentos importados hechos en China contenían formalina y deberían ser retirados del mercado. Los que se enumeraron fueron White Rabbit Creamy Candy, Milk Candy, Balron Grape Biscuits y Yong Kang Foods Grape Biscuits. White Rabbit dijo que los caramelos falsificados, que se sabe que existen en Filipinas, podrían haber sido los verdaderos culpables, y citó un informe independiente del afiliado de Shanghái del grupo SGS con sede en Suiza, la compañía de inspección y pruebas más grande del mundo, que dice que las muestras de dulces listos para ser exportados al extranjero no contenían sustancias tóxicas. En Singapur, la Autoridad Agroalimentaria y Veterinaria (AVA) también declaró después de realizar pruebas de que el dulce era seguro para el consumo. Sin embargo, el 24 de julio de 2007, el distribuidor filipino local de White Rabbit se inclinó ante la orden de retirada de BFAD. Los funcionarios de BFAD le dieron al distribuidor 15 días para implementar el retiro.
El 24 de julio de 2007, la Agencia Nacional de Control de Drogas y Alimentos de la República de Indonesia declaró que 39 alimentos importados hechos en China, incluido el caramelo cremoso de conejo blanco vendido en Yakarta, contenían formaldehído y los sellaron para su destrucción. Instó al público a no consumir estos productos. El 9 de agosto de 2007, Indonesia dijo que las muestras de White Rabbit Creamy Candy vendidas en Palembang y Mataram también contenían formaldehído y tomaron medidas similares.

### Contaminación por melamina
En septiembre de 2008, hubo más de 52,000 casos reportados de niños enfermos por productos lácteos contaminados con melamina en China. La mayoría de los niños fueron diagnosticados con problemas renales. White Rabbit Creamy Candy figuraba entre los muchos productos alimenticios a base de leche hechos en China que estaban contaminados con melamina y fue retirado de los estantes de las tiendas. La misma forma de contaminación fue responsable del escándalo chino de contaminación de alimentos para mascotas con melamina en 2007, durante el cual miles de perros y gatos murieron de insuficiencia renal después de comer alimentos para mascotas que contenían melamina.
El 24 de septiembre de 2008, la cadena de supermercados británica Tesco sacó todos los White Rabbit Creamy Candy de sus estantes "como precaución" en respuesta a los informes de contaminación por melamina. El Centro de Seguridad Alimentaria de Hong Kong emitió un aviso sobre el producto después de que dio positivo en melamina en sus laboratorios, con más de seis veces el límite legal para el producto químico. Australia emitió un retiro del mercado. La Autoridad Agroalimentaria y Veterinaria de Singapur emitió un aviso similar, tiempo que señaló que aunque el nivel de melamina era alto en los dulces, no representaba el mismo tipo de peligro que la fórmula infantil contaminada. Nueva Zelanda hizo probar su producto y, aunque contenía melamina, ya que no se había hecho ningún daño, no pudieron retirar el producto. Dos reporteros, utilizando los resultados de la prueba de Singapur, calcularon que "un adulto de 60 kg [...] tendría que comer más de 47 dulces White Rabbit [...] todos los días durante toda la vida para superar el umbral tolerable" para la melamina. 
En septiembre de 2008, el Departamento de Protección al Consumidor de Connecticut advirtió a los consumidores que no comieran "Caramelo cremoso de conejo blanco" porque las pruebas del Laboratorio de la Estación Experimental de Agricultura de Connecticut determinaron que contiene melamina. En septiembre de 2008, la Administración de Drogas y Alimentos de los Estados Unidos advirtió a los consumidores sobre el caramelo White Rabbit debido a las preocupaciones sobre la posible contaminación de melamina, y el distribuidor estadounidense, Queensway Foods Inc., ordenó un retiro del mercado. Las pruebas realizadas en Sudáfrica confirmaron resultados similares.
En España se detectaron caramelos contaminados en Sevilla, Madrid y Murcia. Así mismo, también existieron casos en Chile y Colombia.

## Golden Rabbit
Cuando el caramelo White Rabbit se volvió a exportar en 2009, también se le cambió el nombre a Golden Rabbit Creamy Candy. Además de evitar el estigma de comercialización asociado con el nombre, el caramelo Golden Rabbit se elabora con leche de Australia en lugar de China. El caramelo White Rabbit original también se está fabricando, con leche procedente de Nueva Zelanda.